# Потом наступит тишина
«Потом наступит тишина» — польская военная драма 1965 года Януша Моргенштерна по одноименному роману Збигнева Сафьяна.

## Сюжет
Несмотря на гибель родителей в лагерях для депортированных, поручик Марек Кольский поступает на службу в польскую армию сформированную при помощи СССР, чтобы освободить свою родину от нацистских захватчиков. Его друзья, бывшие бойцы Армии Крайовой, скептически относятся к новой польской армии. На сторону его друзей становится, девушка Эва, к которой у Марека есть чувства.
Но не все партизаны из Армии Краевой избегают службы в войске польском, например подпоручик Олевич из роты Кольского, вполне искрении готов воевать плечом плечом с советскими солдатами. Когда на задании погибает подпоручик Котва видимо от рук «краевцев», Олевича сажают под арест, подозревая в связи с бывшими соратниками. Кольский идет к своим друзьям и видит там Олевича. Завязывается потасовка. На помощь Кольскому приходит патруль. Друг Кольского Адам убит при попытке побега. Кольского обвиняют в самоуправстве. Его могла бы оправдать Эва, подтвердив, что они укрывали Олевича, но она отрицает это.
Даже несправедливое обвинение не останавливает Олевича и он снова идет на службу в польскую армию, под другим именем, простым солдатом. Судьба снова сводит его с бывшими сослуживцами и он снова попадает под начало Кольского. Им предстоит защитить мост в отчаянном бою против фашистских танков.

## В ролях
| Актёр                 | Роль               | Дублировал    |
| --------------------- | ------------------ | ------------- |
| Тадеуш Ломницкий      | майор Свентовец    | А. Кузнецов   |
| Марек Перепечко       | поручик Кольский   | В. Ковальков  |
| Даниэль Ольбрыхский   | подпоручик Олевич  | Р. Панков     |
| Барбара Брыльска      | Эва                | С. Швайко     |
| Барбара Солтысик      | Зося               | Г. Польских   |
| Казимеж Фабисяк       | Бжецкий, отец Зоси | В. Балашов    |
| Витольд Пыркош        | Леоняк             | Е. Шутов      |
| Дэмиэн Даменцки       | Анджей             | В. Грачев     |
| Эугениуш Корчаровский | Адам               | В. Ферапонтов |
| Рышард Филипский      | Котва              |               |

## Критика
Критик Е. Семенов из журнала «Спутник кинозрителя» высоко оценивает картину, отмечая игру актеров и операторскую работу Ежи Вуйчика. Он отмечает, что несмотря на хорошо поставленные батальные сцены, фильм не о войне, а «о сложных внутренних процессах перестройки сознания людей, когда еще не ясно, как жить дальше, и хочется самому найти ответы на нелегкие вопросы времени, а не кричать восторженно „ура“, если не понял и не принял сердцем нового строя.»